# Paramuricea grandis
Paramuricea grandis is een zachte koraalsoort uit de familie Plexauridae. De koraalsoort komt uit het geslacht Paramuricea. Paramuricea grandis werd in 1883 voor het eerst wetenschappelijk beschreven door Verrill. 